# Tokyo Dark
Tokyo Dark (яп. 東京ダーク, То:кьо: да:ку) — пригодницька відеогра 2017 року, створена компанією Cherrymochi для Microsoft Windows.[⇨] Сюжет відеогри розповідає про детектива поліції Токіо Іто Аямі, яка розшукує свого напарника, детектива Кадзукі Танаку, який зник під час розслідування.[⇨] Відеогра отримала змішані відгуки критиків.[⇨]

## Ігровий процес
Гра поєднує елементи пригодницьких відеоігор жанру «point-and-click» та візуальних новел. Рішення, які приймає гравець, впливають на стан головної герої, який визначається системою S.P.I.N (Sanity, Professionalism, Investigation, Neurosis). Від показників цієї системи залежить, які дії Іто може здійснювати в тій чи іншій ситуації та те, як інші персонажі реагують на дії головної героїні. Після першого проходження гри відкривається режим «New Game+».

## Сюжет
Детектив поліції Токіо Іто Аямі (яп. 伊藤絢美, Аямі Іто:) розшукує свого напарника, детектива Кадзукі Танаку, який зник під час розслідування серії загадкових нападів, що здійснює дівчина на ім'я Рейна. Під час своїх пошуків Іто стає володаркою містичної маски, яка, як вважає Аямі, повинна привести її до розгадки таємниці Рейни та знайти Кадзукі. Загалом відеогра має 11 кінцівок.

## Історія створення
Відеогра створена студією Cherrymochi. Кошти на створення були зібрані на Kickstarter. Початковою ціллю збору було 40 000 канадських доларів, проте загалом було зібрано понад 225 000 канадських доларів. Оригінальний саундтрек Tokyo Dark написаний Меттом Стідом, фронтменом британського треш-метал гурту Reign of Fury. Анімаційні кліпи створені студією Graphinica. Доступна двома мовами — англійською та японською. Локалізація японською мовою виконана японським романістом Урешіно Кімі. Дизайн персонажів виконаний у стилі аніме Лаурою Джін. Ігрові локації мають реальні відповідники в місті Токіо. Містить ненормативну лексику та сцени насильства.

### Вихід
Відеогра вийшла в Steam 7 вересня 2017 року для Microsoft Windows. У серпні 2018 року компанія-видавець Unties заявила про намір видати Tokyo Dark взимку 2018 року в Японії для Nintendo Switch та PlayStation 4 під назвою Tokyo Dark: Remembrance.

## Сприйняття
| Агрегатор  | Оцінка |
| ---------- | ------ |
| Metacritic | 70/100 |

| Видання          | Оцінка |
| ---------------- | ------ |
| Adventure Gamers | [ 9 ]  |

Відповідно до даних агрегатора оглядів Metacritic Tokyo Dark отримала «змішані або середні» відгуки (на основі 20 оглядів).
Оглядач із сайту Adventure Gamers поставив відеогрі оцінку 3,5 з 5, похваливши варіативність, катсцени, використання японської міфології та реальних місць та атмосферний саундтрек, проте негативними сторонами назвав деякі невдалі кінцівки, систему S.P.I.N. та малу кількість локацій.
На 4-му щорічному Кіотському фестивалі інді-ігор BitSummit відеогра Tokyo Dark отримала нагороду «Vermillion Gate Award» і була номінована на нагороду «Magical Presence Award».